# Hubertus Hitschhold
Hubertus Hitschhold (7 de julho de 1912 - 10 de março de 1966) foi um oficial alemão que serviu na Luftwaffe durante a Segunda Guerra Mundial. Foi condecorado com a Cruz de Cavaleiro da Cruz de Ferro com Folhas de Carvalho.

## Condecorações
| Cruz de Ferro (1939) 2ª Classe                                  | 15 de setembro de 1939 |
| Cruz de Ferro (1939) 1ª Classe                                  | 11 de maio de 1940     |
| Cruz de Cavaleiro da Cruz de Ferro                              | 21 de julho de 1940    |
| Cruz de Cavaleiro da Cruz de Ferro com Folhas de Carvalho nº 57 | 31 de dezembro de 1941 |